# Pałac w Trzebinach

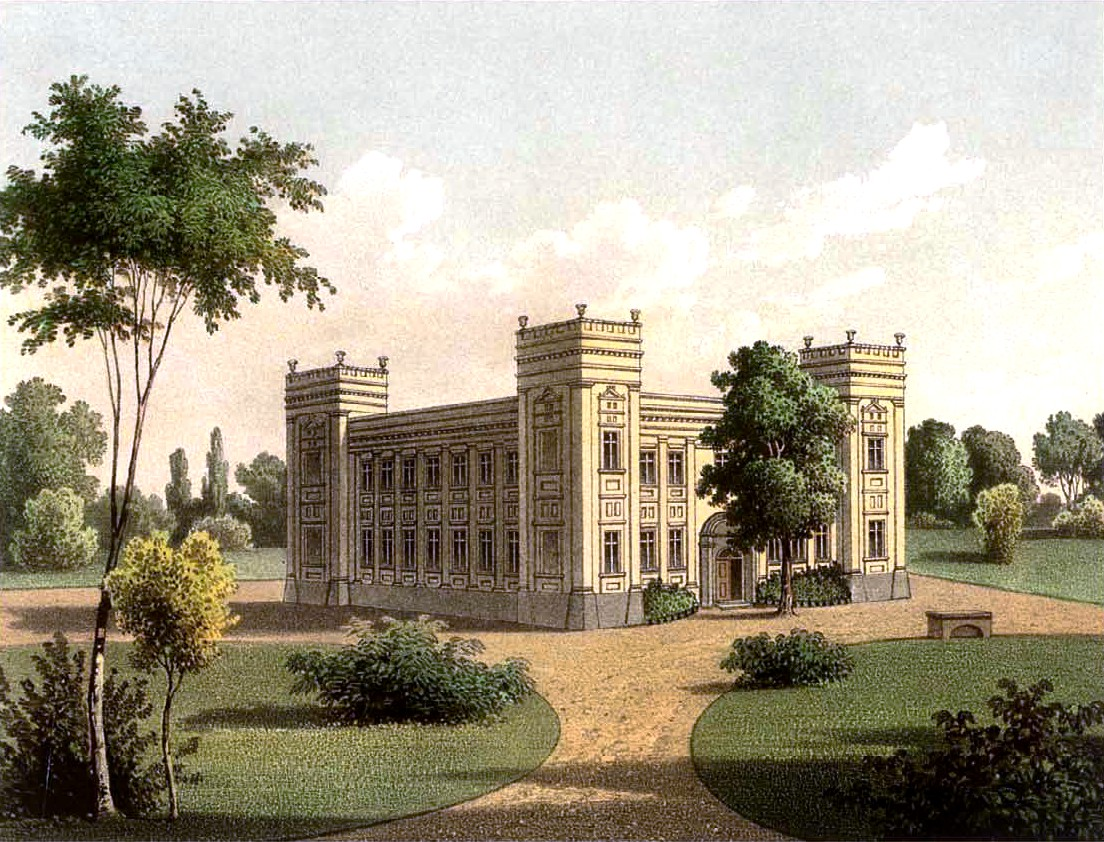
Pałac w drugiej poł. XIX w.

Pałac w Trzebinach – zabytkowy pałac we wsi Trzebiny.
Pałac wybudowany w latach 1680-1690 według projektu Giovanniego Catenazziego dla rodu Gurowskich.
W 1676 właścicielem Trzebiny był Melchior Gurowski (zm. 1703) herbu Wczele, żonaty  z Krystyną Przybyszewską herbu Rola, która wniosła wieś w posagu. 
W 1749 majątek był własnością Ignacego Nieżychowskiego (zm. 1778) herbu Pomian, żonatego z Ludwiką Marią Jabłonowską herbu Prus III, córką Mikołaja i Teresy Zbijewskiej.
W elewacji północnej znajduje się portal z herbami Wczele Melchiora Gurowskiego i Rola jego żony Krystyny z Przybyszewskiej. W elewacji południowej (ogrodowej) portal z herbami Pomian Ignacego Nieżychowskich oraz Prus III jego żony Ludwiki Jabłonowskiej.
Obiekt jest częścią zespołu pałacowo-folwarcznego z końca XVII w., przebudowanego w 1870 i w XX w., w skład którego wchodzą jeszcze:
- park
- folwark (układ i zabudowa)[7]
  - spichrz i stajnia z 1860-70
  - obora z drugiej poł. XIX w.
  - wozownia z oborą i bukaciarnią z 1900
  - gorzelnia z 1906
- dwie aleje śródpolne[8][9].

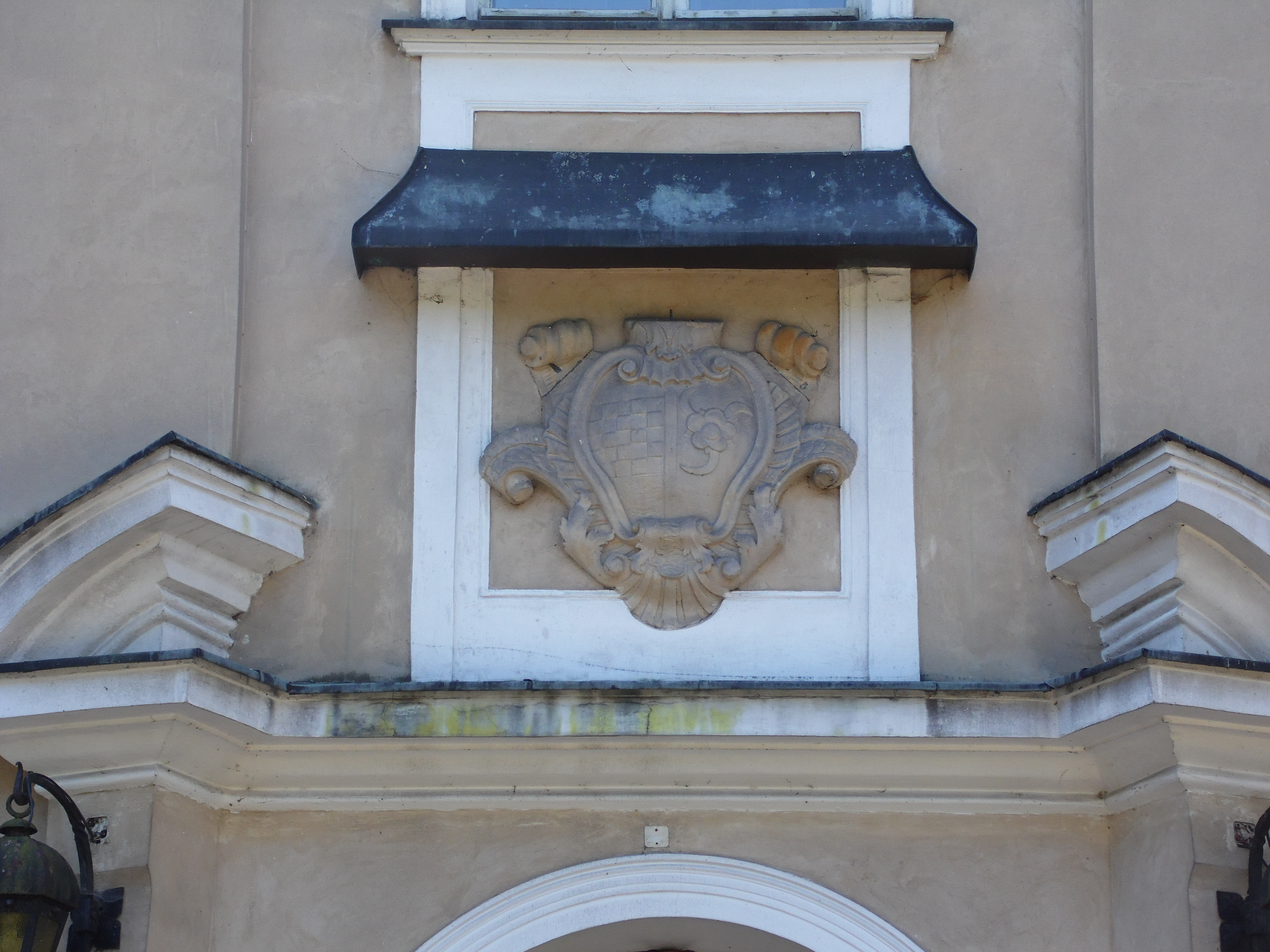
Herby Wczele i Rola
Herb Wczele Gurowskiego
Herb Rola Przybyszewskiej
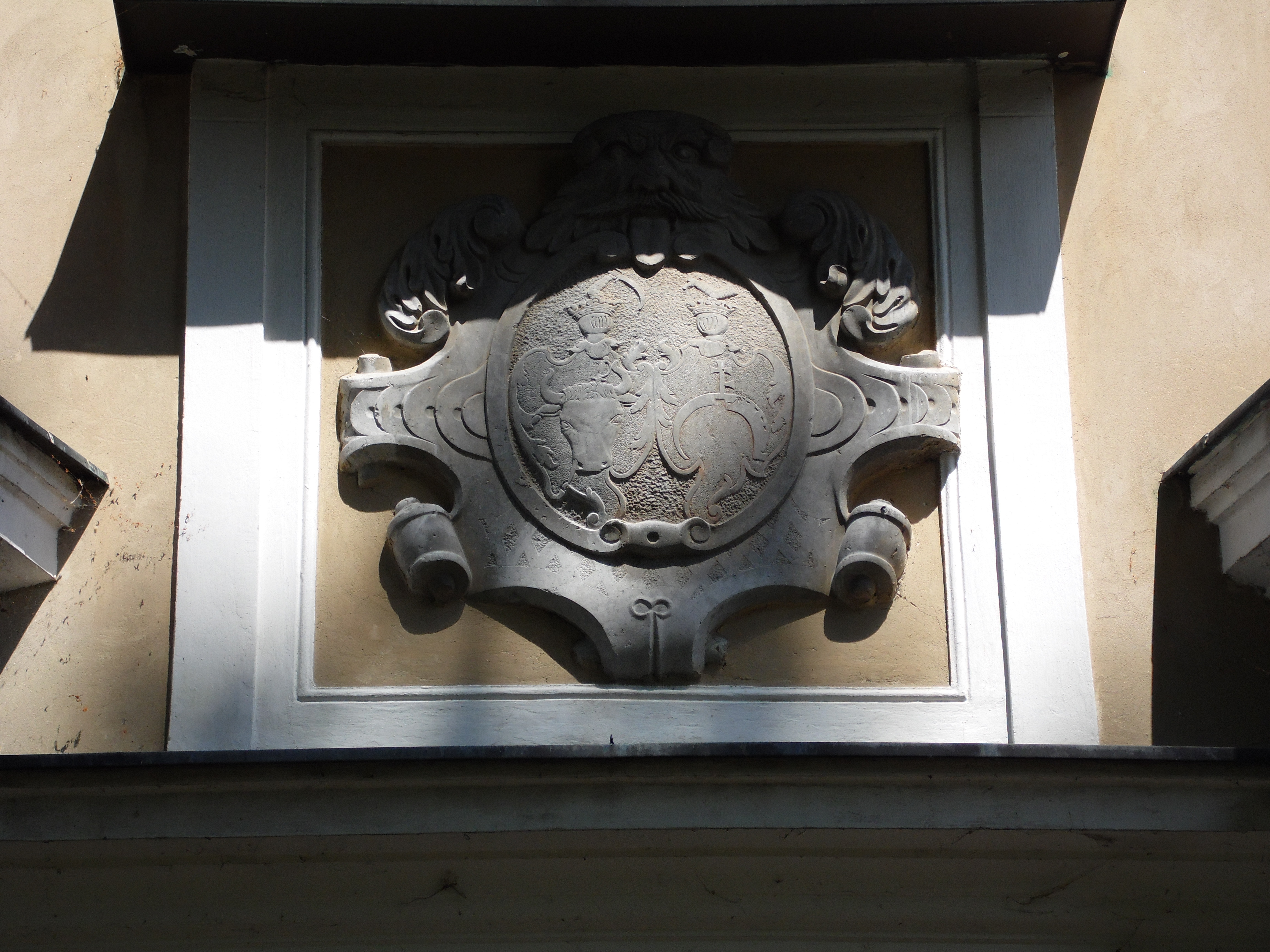
Herby  Pomian i Prus III
Herb Pomian Nieżychowskiego
Herb Prus III Jabłonowskiej